# Route nationale 5 (Madagaskar)
Route Nationale 5 (RN 5) is een nationale weg in Madagaskar van 402 kilometer, de weg loopt van de havenstad Toamasina via Mahambo, Mananara Nord en Voloina naar Maroantsetra. De weg doorkruist de regio's Atsinanana en Analanjirofo.
De eerste 160 kilometer vanaf Toamasina is verhard, de rest van de route is onverhard en verkeert in een slechte staat.